# 土佐電ドリームサービス
土佐電ドリームサービス株式会社（とさでんドリームサービス、英文商号 Tosaden Dream Service Co.,Ltd.、略称 TDS）は、高知県の高知市および南国市を中心としたエリアで、乗合バス事業を行っていた会社である。2014年（平成26年）10月1日に土佐電気鉄道、高知県交通とともにとさでん交通へ事業を統合した。

## 概要
土佐電気鉄道のバス事業の経営効率化を目的として2001年（平成13年）8月29日に設立された、土佐電鉄の子会社。本社は設立から移管まで高知県高知市桟橋通五丁目1番1号に置いていた。略称は利用客向けには「土佐電ドリームバス」または「ドリームバス」で社内では単に「ドリーム」である。今や貴重となったモノコック車が2011年まで走っていたことでも知られる。移管直前の新車には、白をベースに青いラインを斜めに入った新塗装及び土佐電鉄が進めていた「土電ブランド戦略」に基づく土佐電鉄と共通の緑をベースとした新塗装も登場した。
2009年（平成21年）1月25日に、高知県交通との共同（両社の分離子会社の一部を含む）で、土電電車・各社バス共通ICカード『ですか』を導入した。

## 沿革
- 2001年（平成13年）8月29日 - 土佐電気鉄道自動車部（当時）内に設立。
- 2002年（平成14年）4月1日 - 土佐電気鉄道本体から後免 - 医大線、後免 - 久枝線、植田線を引き継ぎ運行開始。
- 2005年（平成17年）
  - 2月13日 - 女子大線、十市・後免線が高知医療センターに乗入開始。医療センター - 望海ヶ丘線開業。
  - 10月1日 - 安芸線、急行室戸岬線を減便の上土佐電気鉄道本体から引き継ぐ。安芸線はヤマト前 - 安芸駅間延伸。医療センター - イオン高知線、医療センター - 十津団地線開業
- 2010年（平成22年）
  - 4月1日 - ダイヤ改正で循環福井・万々線を十市・後免線及び高知医大線と統合し、県庁経由廃止。十津団地線の日中の運行を廃止。
  - 10月31日 - 空港連絡バス県庁前行きの運行開始。
  - 12月18日 - 空港連絡バス県庁前始発の運行開始。
- 2011年（平成23年）
  - 10月1日 - ダイヤ改正で宇津野線および高知医大線で経路変更。
- 2014年（平成26年）
  - 6月3日 土佐電気鉄道・高知県交通と同年10月1日までに統合し新事業会社を設立した後、特別清算・解散することで合意。
  - 8月13日 新事業会社の社名を「とさでん交通株式会社」に決定。
  - 10月1日 土佐電気鉄道・高知県交通と経営統合しとさでん交通が発足。
  - 11月1日 存続期間満了により解散。
- 2015年（平成27年）10月22日 - 清算結了。会社は消滅。

## 社章
略称の「TDS」を、特別天然記念物である土佐のオナガドリの形に図案化したもので、同社設立時よりとさでん交通へ移管されるまで使用された。オナガドリは親会社の土佐電鉄が貸切バスのシンボルマークとして使用し、長年にわたり親しまれているものでもあり、TDSが土佐電鉄のグループ企業であることを広く一般に浸透させる狙いもある。

## 移管時点で運行していた路線
以下に記す内容はとさでん交通への移管直前の2014年9月30日時点のものである。

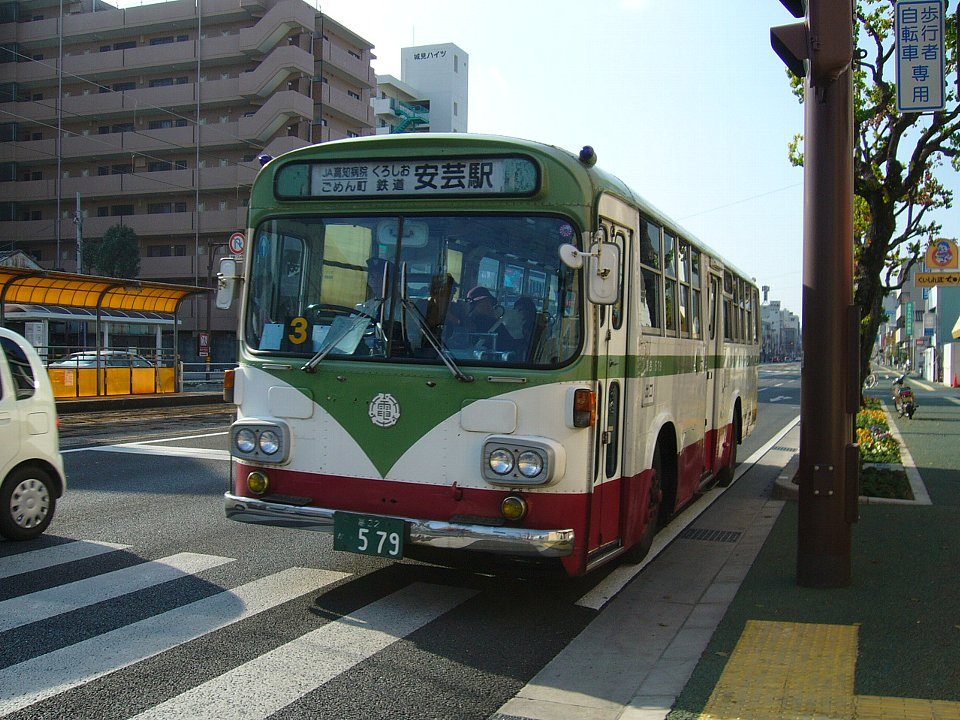
モノコック車 宝永町付近にて

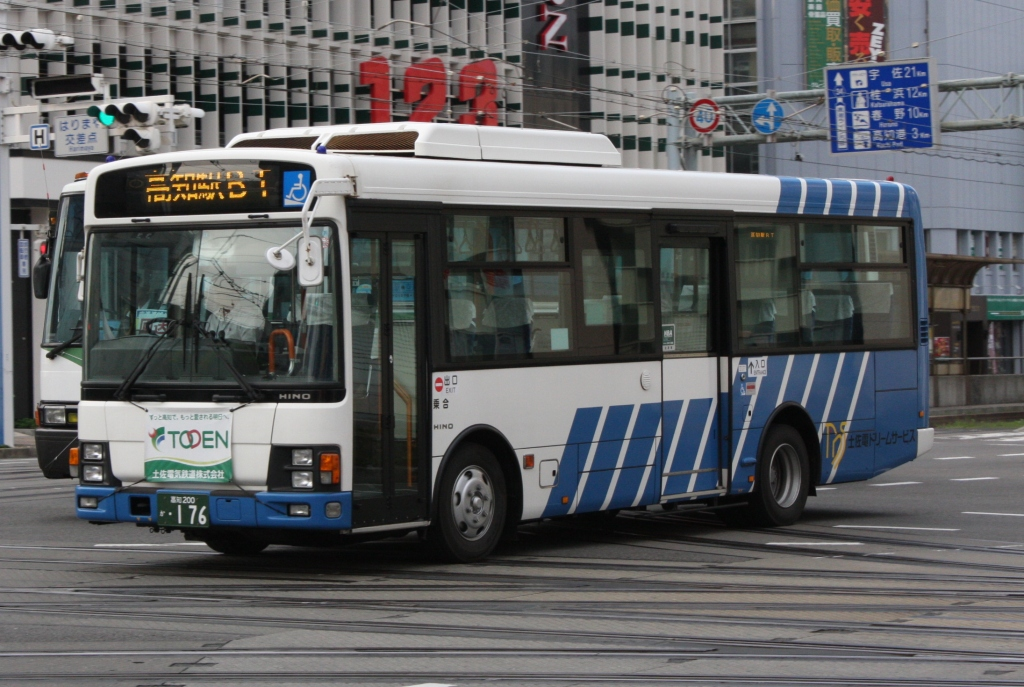
新塗装車

土佐電鉄から経営移管された路線が大半を占め、路線番号も移管前のものを引き継いでいる。

### 安芸線
- 路線番号:3
  - 桟橋車庫 - はりまや橋 -  南国バイパス - JA高知病院 - 小篭通 - 後免町 - 野市龍河洞通 - 赤岡南町 - 夜須駅 - 手結 - 和食 - 安芸 - ヤマト前 - 安芸駅
  - 県庁前 - はりまや橋 -  南国バイパス - JA高知病院 - 小篭通 - 後免町 - 野市龍河洞通 - 赤岡南町 - 夜須駅 - 手結 - 和食 - 安芸 - ヤマト前 - 安芸駅

### 十市・後免線
- 路線番号:15
  - 桟橋車庫 - 南はりまや橋 - 帯屋町 - 愛宕小橋 - 東久万 - 南久万 - 奥福井 - 福井 - 宝町 - 愛宕町二丁目 - 帯屋町 - はりまや橋 - 知寄町三丁目 - 絶海 - 高知医療センター - 住吉池前 - 十市バイパス - 浜改田通 - 里改田 - 竹中 - 後免町

### 十津団地線
- 路線番号:30
  - 桟橋車庫 - はりまや橋 - 知寄町二丁目 - 中央市場前 - 十津団地
  - 県庁前 - はりまや橋 - 知寄町二丁目 - 中央市場前 - 十津団地

### 高知県立大学・医療センター線
- 路線番号:34（十津団地行）、38（望海ヶ丘行）
  - 高知駅 - はりまや橋 - 知寄町三丁目 - 美術館通 - 高知医療センター - 高知県立大学 - 十津団地
  - 高知駅 - はりまや橋 - 知寄町三丁目 - 美術館通 - 高知医療センター - 高知県立大学 - 望海ヶ丘西
  - 県庁前 - はりまや橋 - 知寄町三丁目 - 美術館通 - 高知医療センター - 高知県立大学 - 望海ヶ丘西
  - 望海ヶ丘西 → 高知県立大学 → 高知医療センター → 中央市場前 → 知寄町二丁目 → はりまや橋 → 県庁前

### 高知医大線
- 路線番号:43、45（美術館前経由）
  - 桟橋車庫 - 南はりまや橋 - 帯屋町 - 愛宕町二丁目 - 宝町 - 福井 - 奥福井 - 南久万 - 東久万 - 愛宕小橋 - 帯屋町 - はりまや橋 - 知寄町二丁目 - 卸商団地前 - 大津バイパス - 大津領石通 - 中島 - 高知医大
  - 桟橋車庫 - 南はりまや橋 - 帯屋町 - 愛宕町二丁目 - 宝町 - 福井 - 奥福井 - 南久万 - 東久万 - 愛宕小橋 - 帯屋町 - はりまや橋 - 知寄町二丁目 - 卸商団地前 - 大津バイパス - 美術館前 - 大津領石通 - 中島 - 高知医大

### 植田 - JA高知病院線
- 路線番号:47
  - JA高知病院 - 若宮八幡宮前 - 後免町 - 後免駅前 - へんろ石 - 新道領石 - 南国オフィスパーク - 植田廻し場
  - JA高知病院 - 若宮八幡宮前 - 後免町 - 後免駅前 - へんろ石 - 新道領石 - 植田廻し場

### 高知医大 - 久枝線
- 路線番号:48
  - 高知医大 - 中島 - 大津バイパス - JA高知病院 - 後免町 - 竹中 - 里改田 - 浜改田通 - 十市バイパス - 前浜 - 久枝
  - 久枝 → 前浜 → 浜改田 → 浜改田通 → 里改田 → 竹中 → 後免町 → JA高知病院 → 大津バイパス→ 中島 → 高知医大

### 西バイパス線
- 路線番号:55
  - 桟橋車庫 → 鏡川大橋 → はりまや橋 → 西バイパス → バイパス八代通 → 八代二区 → 西バイパス → 南はりまや橋 → 桟橋車庫

### 宇津野線
- 路線番号:69、71（イオンモール高知経由）
  - 桟橋車庫 → 南はりまや橋 → 中秦泉寺 → 加賀野井第一 → 加賀野井第四 → 宇津野 → 王子 → 中秦泉寺 → 南はりまや橋 → 桟橋車庫
  - 桟橋車庫 → 南はりまや橋 → 中秦泉寺 → 加賀野井第一 → 加賀野井第四 → 宇津野 → 王子 → 中秦泉寺 → 南はりまや橋 → 岸壁
  - 桟橋車庫 → 南はりまや橋 → 中秦泉寺 → イオンモール高知 → 加賀野井第一 → 加賀野井第四 → 宇津野 → 王子 → 中秦泉寺第二 → イオンモール高知 → 中秦泉寺 → 南はりまや橋 → 桟橋車庫

### 竹島宇津野線
- 路線番号:70
  - 竹島町高銀前 → 竹島町 → 桟橋通四丁目 → 南はりまや橋 → 電話局前 → 県庁 → 入明町 → 吉田町 → 西秦泉寺 → 加賀野井第一 → 加賀野井第四 → 宇津野 → 王子 → 西秦泉寺 → 吉田町 → 入明町 → 県庁 → 県庁前 → 南はりまや橋 → 桟橋通二丁目 → 竹島町高銀前 → 竹島町 → 桟橋車庫

### イオンモール高知線
- 路線番号:80（愛宕経由西回り）、81（宝永町経由東回り）※ 土佐電ドリーム担当便は循環路線を運行
  - 桟橋車庫 → はりまや橋 → 帯屋町 → 中秦泉寺第二 → イオンモール高知 → 高知インター口 → 宝永町 → はりまや橋 → 桟橋車庫
  - 桟橋車庫 → はりまや橋 → 宝永町 → 高知インター口 → イオンモール高知 → 中秦泉寺第二 → 帯屋町 → はりまや橋 → 桟橋車庫

### 比島県庁竹島線
- 路線番号:83
  - 竹島町高銀前 → 竹島町 → 桟橋通四丁目 → はりまや橋 → 高知駅 → 中比島 → 入明町

### 桟橋車庫線
- 路線番号なし
  - 桟橋車庫 - はりまや橋 - 県庁前

### 高知駅・桟橋線

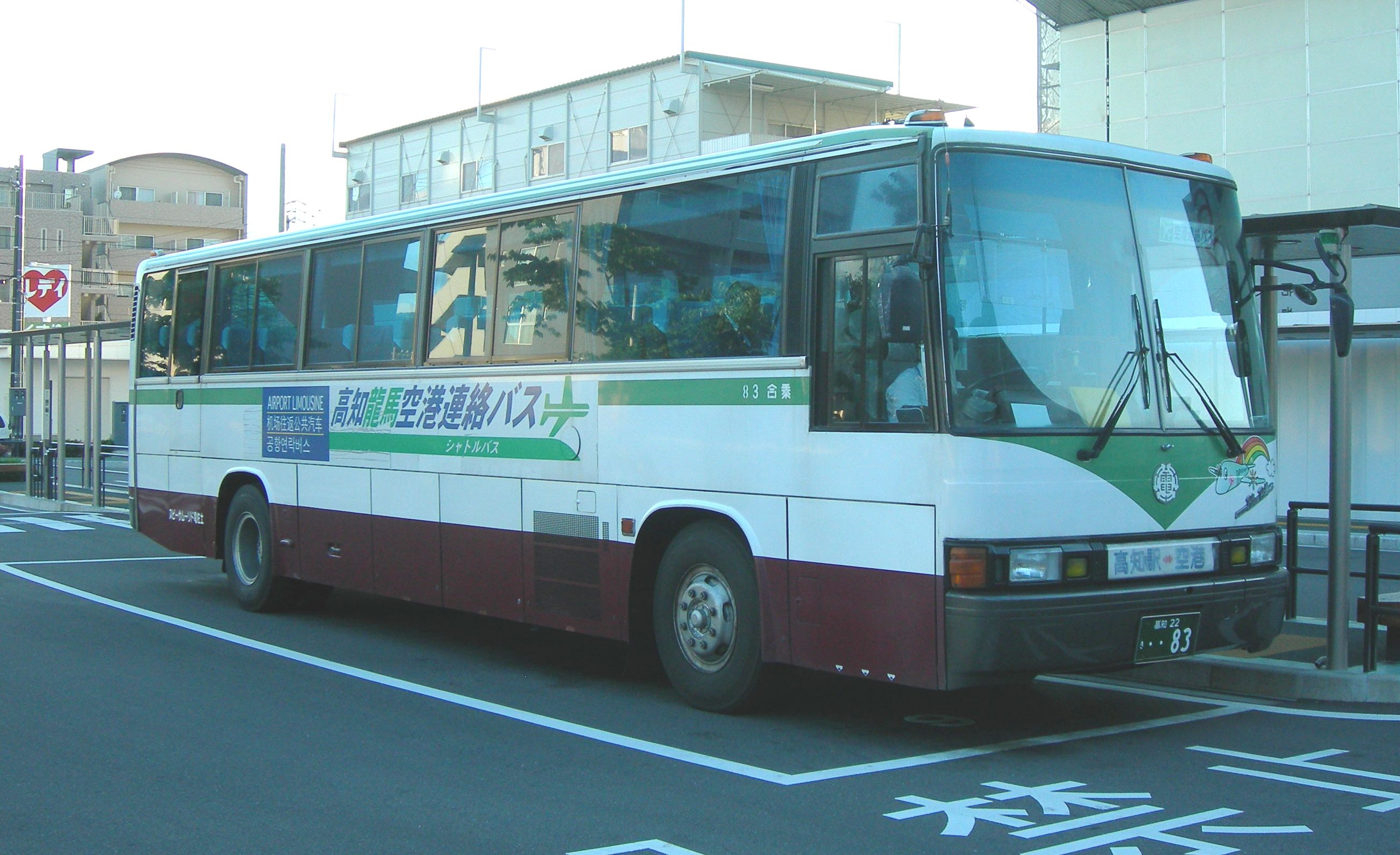
高知龍馬空港連絡バス

- 路線番号なし
  - 桟橋車庫 - はりまや橋 - 高知駅

### 高知龍馬空港連絡バス
- 高知駅 - はりまや橋 - 南国バイパス  -  高知龍馬空港
- 県庁前 - はりまや橋 - 南国バイパス  -  高知龍馬空港

### 附小スクール線
- 朝倉 - 鏡川橋 - 上町二丁目 - 新屋敷 - 小津町
- 学芸高校→横町→鏡川橋→上町二丁目→新屋敷→小津町
- 入明町→比島→高知駅→はりまや橋→桟橋車庫

### 周遊観光バス
運行を休止していた定期観光バスを引き継ぐ形で、県観光コンベンション協会が運行を委託したもので、土日祝日と長期休暇期間中を中心に、期間限定で運行しているものである。高知県交通との共同運行である。

## 土佐電ドリームサービス時代に廃止された路線
- 1系統（急行室戸岬線 高知東部交通と共同運行だった）
  - 高知駅 - はりまや橋 - 南国バイパス - 高知龍馬空港 - 安芸 - 室戸岬 - 高岡第一（ディープシーワールド）
- 5系統（準急）
  - 県庁前 - はりまや橋 - 南国バイパス - 後免町通 - 高知龍馬空港 - 野市 - 夜須駅 - 安芸 - ヤマト前 - 安芸駅
- 81系統
  - イオンモール高知 - 知寄町 - 美術館通 - 高知医療センター
- 後免町 - 空港通 - 茨西 - 高知空港
- よさこいぐるりんバス（南北コース）
- 61系統（奥福井線）
  - 桟橋車庫 → 南はりまや橋 → 愛宕二丁目 → 宝町 → 福井 → 奥福井 → 福井扇町 → 福井 → 宝町 → 愛宕二丁目 → 南はりまや橋 → 桟橋車庫
- 62系統
  - 桟橋車庫 → 南はりまや橋 → 愛宕一丁目 → 小津町 → 新屋敷 → 福井 → 奥福井 → 福井扇町 → 福井 → 新屋敷 → 小津町 → 愛宕一丁目 → 南はりまや橋 → 桟橋車庫
- 63系統
  - 桟橋車庫 → 南はりまや橋 → 上町二丁目 → 新屋敷 → 福井 → 奥福井 → 福井扇町 → 福井 → 新屋敷 → 上町二丁目 → 南はりまや橋 → 桟橋車庫
- 65系統（万々線）
  - 桟橋車庫 → 南はりまや橋 → 帯屋町 → 愛宕小橋 → 三園町 → 東久万 → 中久万橋 → 万々公民館前 → 中久万 → 東久万 → 三園町 → 愛宕小橋 → 帯屋町 → 南はりまや橋 → 桟橋車庫・南高校前

### MY遊（まいゆう）バス
- 運行開始 2004年（平成16年）7月（2009年（平成21年）11月1日より経路変更） - 2013年（平成25年）3月
- 運行本数 12本（6往復） 高知県交通と共同運行時代は同社の担当は6本（3往復）。
- 運賃 900円（小児：450円）。1日有効のフリータイプで何度でも乗り降り可能。また土佐電鉄電車市内均一区間とよさこいぐるりんバス（2011年（平成23年）9月末運行終了）にも乗り放題となっていた。
- 運行経路
  - 往路 高知駅→県庁前→上町1丁目→柳原→大橋通→はりまや橋（デンテツターミナルビル前）→八幡通→五台山展望台→牧野植物園正門前→竹林寺前→龍馬記念館前→桂浜
  - 復路 桂浜→龍馬記念館前→五台山展望台→牧野植物園正門前→竹林寺前→八幡通→はりまや橋→高知駅

※ 愛称の「MY遊」は、乗り降り自由な周遊バスの意に、土佐弁（高知地域の方言）の「まいゆう」（＝回っている）を懸けたもの。
※ 車両は、土佐電ドリームサービスは以前はボンネットバス、高知県交通は専用塗装の車両が使用されていたが、ボンネットバスは2009年（平成21年）5月に個人に売却されたためその後は専用塗装の別車両になっていた。

### MY遊バス・わくわく号
- 運行開始 2005年（平成17年）7月 - 2007年（平成19年）8月（土・日曜、夏季学校休暇日のみ運行）
- 運行本数 12本（6往復）
- 運賃 900円（小児：450円）。1日有効のフリータイプ。同便に何度でも乗り降り可能であるとともに、JR四国バスのJR土佐山田駅 - 美良布（香美市立やなせたかし記念館より徒歩2分）と土佐電鉄バスのJR土佐山田駅 - 龍河洞に各1回ずつ乗車できていた。
- 運行経路 （JR高知駅 - ）高知龍馬空港 - のいち駅 - 龍馬歴史館 - のいち動物公園 - 大日寺 - 龍河洞 - 高知工科大学 - アンパンマンミュージアム（同館より徒歩2分のJR四国バス美良布バス停までの運行）